# 7 janvier en sport
7 décembre 7 février
Chronologies thématiques
- Croisades
- Ferroviaires
- Disney

Le 7 janvier (7e jour de l'année) en sport.

## Événements

### XIXesiècle
- 1800 : 
  - (Boxe) : le Britannique Jack Bartholomew défend son titre de champion d’Angleterre, après un match nul sur 51 rounds contre Jem Belcher à St George's Fields[1].
- 1814 : 
  - (Boxe) : première trace d’un match de boxe en Australie.
- 1876 :  
  - (Équipement sportif) : inauguration de la patinoire à glace artificielle de Londres, le Glaciarium.
- 1888 : 
  - (Football /Coupe d'Angleterre) : incidents au cours du match de FA Challenge Cup Aston Villa - Preston North End FC qui comptait pour le 5e tour de la Coupe d'Angleterre. Le stade est déjà plein alors que plusieurs milliers de candidats-spectateurs se pressent aux guichets. Intervention musclée de la police[2].

### XXIesiècle
- 2007 :
  - (Tennis) : le Croate Ivan Ljubičić remporte le simple messieurs du tournoi de Doha au Qatar. La paire Mikhail Youzhny/Nenad Zimonjić s'adjuge le double messieurs.
  - (Tennis) : à 20 ans, la jeune Russe Dinara Safina remporte le cinquième tournoi de sa carrière en battant en finale du tournoi Gold Coast d'Auckland l'ancienne no 1 mondiale Martina Hingis (Suisse), sur le score de 6-3, 3-6, 7-5.
- 2013 : 
  - (Football) : A eu lieu à Zurich la 57e gala du Ballon d'or de la FIFA dans laquelle s'est vu sacré meilleur joueur de l'année 2012 : Lionel Messi. À noter aussi que le meilleur entraîneur est Vicente del Bosque.
- 2023 : 
  - (Football /Équipe de France) : la FFF annonce la prolongation de Didier Deschamps à la tête de l’Équipe de France jusqu’au mois de juin 2026[3]. Il est en place  depuis 2012[4].
- 2024 : 
  - (Voile /Course au large) : départ de la 1re édition du tour du monde en solitaire nommé Arkéa Ultim Challenge pour les trimarans géants de la classe Ultim 32/23. Le parcours est identique à celui du Vendée Globe, à la différence près que le départ est donné de Brest et l'arrivée aussi[5].

## Naissances

### XIXesiècle
- 1875 : 
  - Gustav Flatow, gymnaste américain. Champion olympique des barres fixes par équipes et des barres parallèles par équipes aux Jeux d'Athènes 1896. († 29 janvier 1945).
- 1889 : 
  - George Elliott, footballeur anglais. (3 sélections en équipe d'Angleterre). († ? 1948).
- 1893 : 
  - Franco Bontadini, footballeur italien. (4 sélections en équipe d'Italie). († 27 janvier 1943).
- 1898 : 
  - Robert LeGendre, athlète d'épreuves combinées américain. Médaillé de bronze du pentathlon aux Jeux de Paris 1924. († 21 janvier 1931).

### XXesièclede 1901 à 1950
- 1906 : 
  - Robert Goix, athlète de demi-fond français. († 15 juillet 1983).
- 1913 : 
  - Johnny Mize, joueur de baseball américain. († 2 juin 1993).
- 1916 : 
  - Babe Pratt, hockeyeur sur glace canadien. († 16 décembre 1988).
- 1922 : 
  - Alvin Dark, joueur de baseball puis dirigeant sportif américain. († 13 novembre 2014).
- 1924 : 
  - Pablo Birger, pilote de courses automobile argentin. († 9 mars 1966).
- 1931 : 
  - Mirja Hietamies, fondeuse finlandaise. Médaillée d'argent du 10 km aux Jeux d'Oslo 1952 puis championne olympique du relais 3 × 5 km aux jeux de Cortina d'Ampezzo 1956. († 14 mars 2013).
- 1933 : 
  - Eberhard Mahle, pilote de courses automobile allemand. († 21 décembre 2021).
- 1934 : 
  - Robert Cazala, cycliste sur route français. († 18 février 2023).
- 1939 : 
  - Tom Kiernan, joueur de rugby à XV irlandais. (54 sélections en équipe d'Irlande). († 3 février 2022).
- 1942 :
  - Vassili Alexeiev, haltérophile soviétique puis russe. Champion olympique des super-lourds aux Jeux de Munich 1972 et aux Jeux de Montréal 1976. Champion du monde d'haltérophilie des +110 kg 1970, 1971, 1973, 1974, 1975 et 1977. Champion d'Europe d'haltérophilie 1970, 1971, 1972, 1973, 1974 et 1978. († 25 novembre 2011).
  - Jim Lefebvre, joueur de baseball puis instructeur et dirigeant sportif américain.
- 1945 :
  - Tony Conigliaro, joueur de baseball américain. († 24 février 1990).
  - Jean-Claude Lefebvre, pilote et copilote de rallyes automobile français.
- 1946 :
  - Mike Wilds, pilote de courses automobile britannique.

### XXesièclede 1951 à 2000
- 1951 : 
  - Massimo Sigala, pilote de courses automobile d'endurance italien.
- 1956 :
  - Mike Liut, hockeyeur sur glace puis agent de joueurs canadien.
  - Johnny Owen, boxeur gallois.  († 4 novembre 1980).
- 1957  : 
  - Christian Constantin, Président du FC Sion de 1991 à 1997 et depuis 2003.
- 1958 : 
  - Massimo Biasion, pilote de rallye automobile italien. Champion du monde des rallyes 1988 et 1989. (17 victoires en rallyes).
- 1959 : 
  - Harald Huysman, pilote de courses automobile d'endurance norvégien.
- 1962 : 
  - Kim Collins, hockeyeur sur glace puis entraîneur canado-allemand.
- 1966 : 
  - Corrie Sanders, boxeur sud-africain. Champion du monde poids lourds de boxe de mars 2003 à octobre 2003. († 23 septembre 2012).
- 1967 : 
  - Tim Donaghy, arbitre de basket-ball et arbitre de catch américain.
- 1969 : 
  - Marco Simone, footballeur puis entraîneur et consultant TV italien. (4 sélections en équipe d'Italie).
- 1972 : 
  - Donald Brashear, hockeyeur sur glace américano-canadien.
- 1976 :
  - Eric Gagné, joueur de baseball canadien.
  - Alfonso Soriano, joueur de baseball dominicain.
- 1977 :
  - Brent Sopel, hockeyeur sur glace canadien.
  - Marco Storari, footballeur italien.
- 1979 : 
  - Fabiola Zuluaga, joueuse de tennis colombienne.
- 1980 : 
  - David Arroyo, cycliste sur route espagnol.
- 1981 : 
  - Alex Auld, hockeyeur sur glace canadien.
- 1982 : 
  - Francisco Rodriguez, joueur de baseball vénézuélien.
- 1983 :
  - Marc Burns, athlète de sprint trinidadien. Médaillé d'argent du relais 4 × 100 m aux Jeux de Pékin 2008 puis médaillé d'argent du relais 4 × 100 m aux Jeux de Londres 2012.
  - Edwin Encarnacion, joueur de baseball dominicain.
  - Oumy Fall, basketteuse en fauteuil roulant française.
- 1984 :
  - Marcelo Bosch, joueur de rugby à XV argentin. Vainqueur du Challenge européen 2012. (39 sélections en équipe d'Argentine).
  - Benoît Rainteau, rink hockeyeur français. (50 sélections en équipe de France).
- 1985 :
  - Lewis Hamilton, pilote de F1 britannique. Champion du monde de Formule 1 2008, 2014, 2015, 2017, 2018, 2019 et 2020 (105 victoires en Grand Prix).
  - Sergio Álvarez Moya, cavalier de sauts d'obstacles espagnol.
  - Ryan Thompson, footballeur jamaïcain. (11 sélections en équipe de Jamaïque).
- 1987 :
  - Davide Astori, footballeur italien. (14 sélections en équipe d'Italie). († 4 mars 2018).
  - Sakura Hauge, handballeuse norvégienne puis japonaise. (49 sélections avec l'équipe du Japon).
- 1989 :
  - Phillippe Aumont, joueur de baseball canadien.
  - John Degenkolb, cycliste sur route allemand. Vainqueur de Gand-Wevelgem 2014, de Milan-San Remo 2015 et de Paris-Roubaix 2015.
- 1990 :
  - Gregor Schlierenzauer, sauteur à ski autrichien. Champion olympique par équipes puis médaillé de bronze du petit et du grand tremplin aux Jeux de Vancouver 2010, Médaillé d'argent par équipes aux Jeux de Pyeongchang 2014. Champion du monde de saut à ski par équipes du grand tremplin 2007, 2009 et 2013 puis champion du monde de saut à ski au grand tremplin en individuel et par équipes, puis du petit tremplin par équipes 2011. Champion du monde de vol à ski en individuel et par équipes 2008 puis champion du monde de vol à ski par équipes 2010 et 2012.
  - Chris Wideman, hockeyeur sur glace américain.
- 1991 :
  - Rəsul Çunayev, lutteur de gréco-romaine azerbaïdjanais. Médaillé de bronze des -66kg aux Jeux de Rio 2016.
  - Clément Grenier, footballeur français. (5 sélections en équipe de France).
  - Eden Hazard, footballeur belge. Vainqueur des Ligues Europa 2013 et 2019. (105 sélections en équipe de Belgique).
  - Abdulaziz Ladan Mohammed, athlète de demi-fond saoudien.
  - Bongi Mbonambi, joueur de rugby à XV sud-africain. Champion du monde de rugby à XV 2019. Vainqueur du The Rugby Championship 2019. (30 sélections en équipe d'Afrique du Sud).
  - Roberto Pereyra, footballeur argentin. (19 sélections en équipe d'Argentine).
  - Michael Schwarzmann, cycliste sur route allemand.
  - Caster Semenya, athlète de demi-fond sud-africaine. Médaillée d'argent du 800 m aux Jeux de Londres 2012 et aux Jeux de Rio 2016. Championne du monde d'athlétisme du 800 m 2009, 2011 et 2017. Championne d'Afrique d'athlétisme du 800 m, du 1 500 m et du relais 4 × 400 m 2016.
- 1992 :
  - Loris Benito, footballeur helvético-espagnol. (3 sélections avec l'équipe de Suisse).
  - Bryan Pamba, basketteur franco-ivoirien.
- 1993 :
  - Jan Oblak, footballeur slovène. (24 sélections en équipe de Slovénie).
  - Quentin Robinot, pongiste français.
- 1995 :
  - Jordan Bell, basketteur américain.
  - Doungou Camara, handballeuse franco-sénégalaise. Vainqueur du Tournoi des Six Nations 2019.
  - Ryan Elias, joueur de rugby à XV gallois. Vainqueur du Tournoi des Six Nations 2019. (9 sélections en équipe du pays de Galles).
  - Enric Mas, cycliste sur route espagnol.
  - Yulia Putintseva, joueuse de tennis russe puis kazakhe.
- 1996 :
  - Adam Beard, joueur de rugby à XV gallois. Vainqueur du Tournoi des Six Nations 2019. (25 sélections en équipe du pays de Galles).
  - Thibault Vialla, footballeur français.
  - Soufiane el-Bakkali, athlète de steeple marocain. Champion olympique du 3 000m steeple aux Jeux de Tokyo 2020. Champion du monde d'athlétisme  du 3 000m steeple 2022 et 2023.
- 1997 : 
  - Max Malins, joueur de rugby à XV anglais.
  - Kauldi Odriozola, handballeur espagnol. médaillé de bronze aux Jeux de Paris 2024. (68 sélections en équipe d'Espagne).
- 1998 : 
  - Mylène Chavas, footballeuse française.
  - Ben Earl, joueur international anglais de rugby à XV. Vainqueur du Tournoi des Six Nations 2020 et du Challenge européen 2020.
- 1999 :
  - Mads Bech Sørensen, footballeur danois.

### XXIesiècle
- 2001 :
  - Joan-Benjamin Gaba, judoka français. Médaillé d'argent des -73 kg aux jeux de Paris 2024.
  - Antoine Semenyo, footballeur ghanéen.
  - Morgan Whittaker, footballeur anglais.
- 2002 :
  - Mohamed Daramy, footballeur danois.
  - Christoph Lang, footballeur autrichien.
- 2005 :
  - Noah Penda, basketteur français.

## Décès

### XXesièclede 1901 à 1950
- 1944 :
  - Otto Salzer, 69 ans, pilote de courses automobile allemand. (° 4 avril 1874).
- 1950 : Francisco Villota, 76 ans, joueur de pelote basque espagnol. (° 1873).

### XXesièclede 1951 à 2000
- 1958 : 
  - Jalmari Eskola, athlète de fond finlandais. (° 1886).
  - Louis Rigolly, 81 ans, pilote de courses automobile français. (° 29 février 1876).
- 1960 : Dorothea Douglass Chambers, joueuse de tennis britannique. (° 1878).
- 1964 : Reg Parnell, pilote de courses automobile britannique. (° 1911).
- 1968 : Ephraim Longworth, footballeur anglais. (° 1887).
- 1991 : Henri Louveau, pilote de courses automobile français. (° 1910).
- 1992 : Gilles Lalay, pilote d'enduro et de rallye-raid français. (° 1962).
- 1998 : Rédouane Bougara, kick boxeur français. (° 1972).

### XXIesiècle
- 2006 : Alf McMichael, footballeur nord-irlandais. (° 1927).
- 2006 : Gábor Zavadszky, footballeur hongrois. (° 1974).
- 2007 : Ernesto Martínez, volleyeur cubain. (° 1951).
- 2008 : Maryvonne Dupureur, athlète de demi-fond française. (° 1937)
- 2015 : Jean-Paul Parisé, hockeyeur sur glace puis entraîneur canadien. (° 1941).
- 2024 : 
  - Franz Beckenbauer, 78 ans, footballeur puis entraîneur allemand. Champion du monde de football 1974. Champion d'Europe de football 1972. Vainqueur des Coupes des clubs champions 1974, 1975 et 1976, de la Coupe d'Europe des vainqueurs de coupe 1967. (103 sélections en équipe nationale). Sélectionneur de l'équipe d'Allemagne victorieuse de la Coupe du monde de football de 1990 puis entraîneur du Bayern Munich vainqueur de la Coupe UEFA 1996. (° 11 septembre 1945).